# 1922 en Saskatchewan
Chronologie de la Saskatchewan
- 1918
- 1919
- 1920
- 1921
- 1922
- 1923
- 1924
- 1925
- 1926

Cette page concerne des événements d'actualité qui se sont produits durant l'année 1922 dans la province canadienne de la Saskatchewan.

## Politique

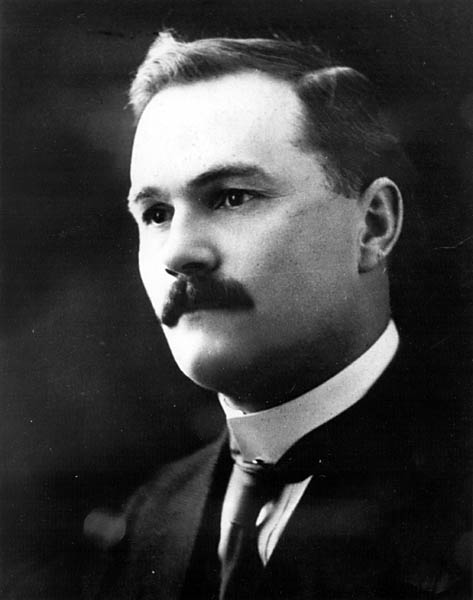
Charles Avery Dunning

- Premier ministre : William Melville Martin puis Charles Avery Dunning
- Chef de l'Opposition :
- Lieutenant-gouverneur : Henri William Newlands
- Législature :

## Événements
- 5 avril : Charles Avery Dunning devient premier ministre de la Saskatchewan.

## Naissances

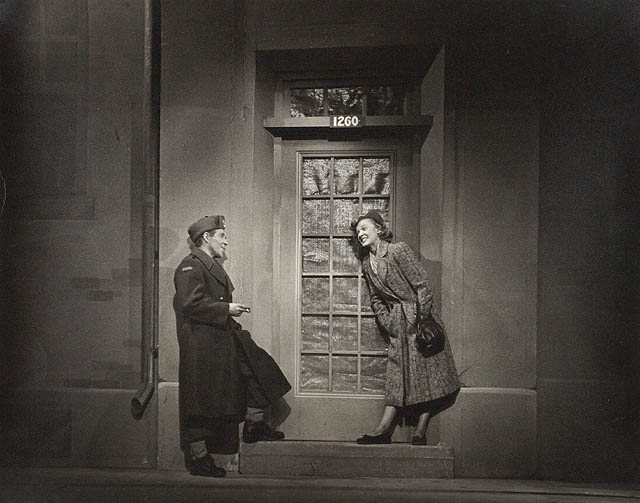
Muriel Guilbault et Gratien Gélinas dans la pièce Tit-Coq, 1948

- 18 février : Muriel Guilbault (née à Duck Lake – décédé le 3 janvier 1952, Montréal), est une comédienne de théâtre québécoise. Elle a signé le Refus global, un manifeste artistique publié en 1948, avec l'appui de quinze cosignataires dont les peintres Jean-Paul Riopelle, Claude Gauvreau, Pierre Gauvreau, Marcel Barbeau et Marcelle Ferron.

- 26 avril : Jeanne Sauvé, née Benoît, à Prud'homme, et décédée le 26 janvier 1993, à Montréal (Québec), est une femme politique et journaliste canadienne. Elle fut en outre la 23e gouverneure générale du Canada (1984-1990).

- 1er août : Arthur Hill est un acteur canadien, né à Melfort et mort le 22 octobre 2006 à Pacific Palissades en Californie.

- 3 décembre : Eli Mandel (né à Estevan et décédé le 3 septembre 1992 à Toronto) est un poète, essayiste et anthologiste canadien.